# 塔達斯·伊瓦納斯卡斯
塔達斯·伊瓦納斯卡斯（1882年12月26日—1970年6月1日）是立陶宛的一位動物學家，為立陶宛大學（今维陶塔斯·马格努斯大学）的建立者之一，立陶宛科學院院士，並建立了塔達斯·伊瓦納斯卡斯動物學博物館與立陶宛動物園等自然科學機構。

## 生平

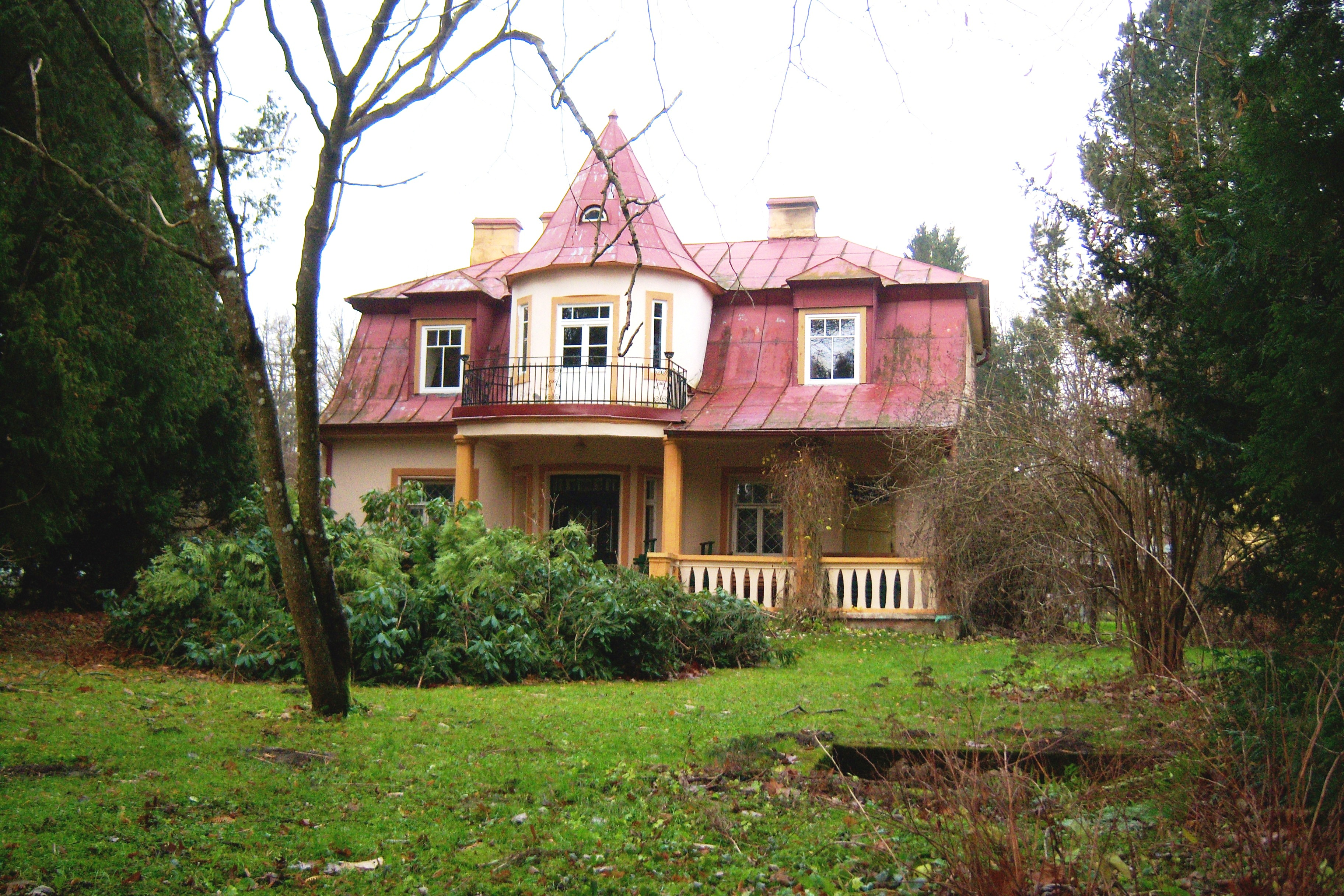
考那斯的塔達斯·伊瓦納斯卡斯故居

伊瓦納斯卡斯出生於維爾納省利德斯基縣（今屬白俄羅斯），靠近立陶宛、白俄羅斯與波蘭交界處，其祖先為立陶宛大公國的貴族，伊瓦納斯卡斯日後自我認同為立陶宛人，他的三個兄弟中耶日·伊萬諾夫斯基（波蘭政治人物）與斯坦尼斯瓦·伊萬諾夫斯基（律師）自我認同為波蘭人，瓦茨瓦夫·伊萬諾夫斯基（白俄羅斯政治人物）自我認同則為白俄羅斯人。他們的父親萊奧尼達斯·伊瓦納斯卡斯為講波蘭語的立陶宛人，職業為工程師與翻譯，且為業餘的博物學愛好者，在家中收藏了許多動物標本，啟發了伊瓦納斯卡斯對大自然的興趣。
伊瓦納斯卡斯在華沙就讀中學，1903年於聖彼得堡皇家大學（今聖彼得堡國立大學）修習自然科學，此時期從來自立陶宛的同學處習得立陶宛語，1905年他到巴黎大學修習博物學，並於1909年畢業，隔年又從聖彼得堡皇家大學畢業，並在該處建立了一座自然科學實驗室。1914年與1917年他參加了前往俄羅斯北部（阿爾漢格爾斯克與莫曼斯克）與挪威北部的探險隊，1918年與妻子霍諾拉塔（Honorata Paškauskaitė，出生於波蘭家庭，但自我認同為立陶宛人）到立陶宛開設了一間學校，後擔任立陶宛農業部的顧問，參與創立立陶宛大學（今维陶塔斯·马格努斯大学）並於1922年至1940年擔任教授，1929年成為動物學系的系主任。1940年至1941年伊瓦納斯卡斯曾短暫任教於維爾紐斯大學，1945年至1950年任立陶宛科學院生物研究所所長，1946年至1956年再度到維爾紐斯大學擔任動物學系系主任，1954年至1970年於考那斯醫學院（今立陶宛醫學院）擔任教授。

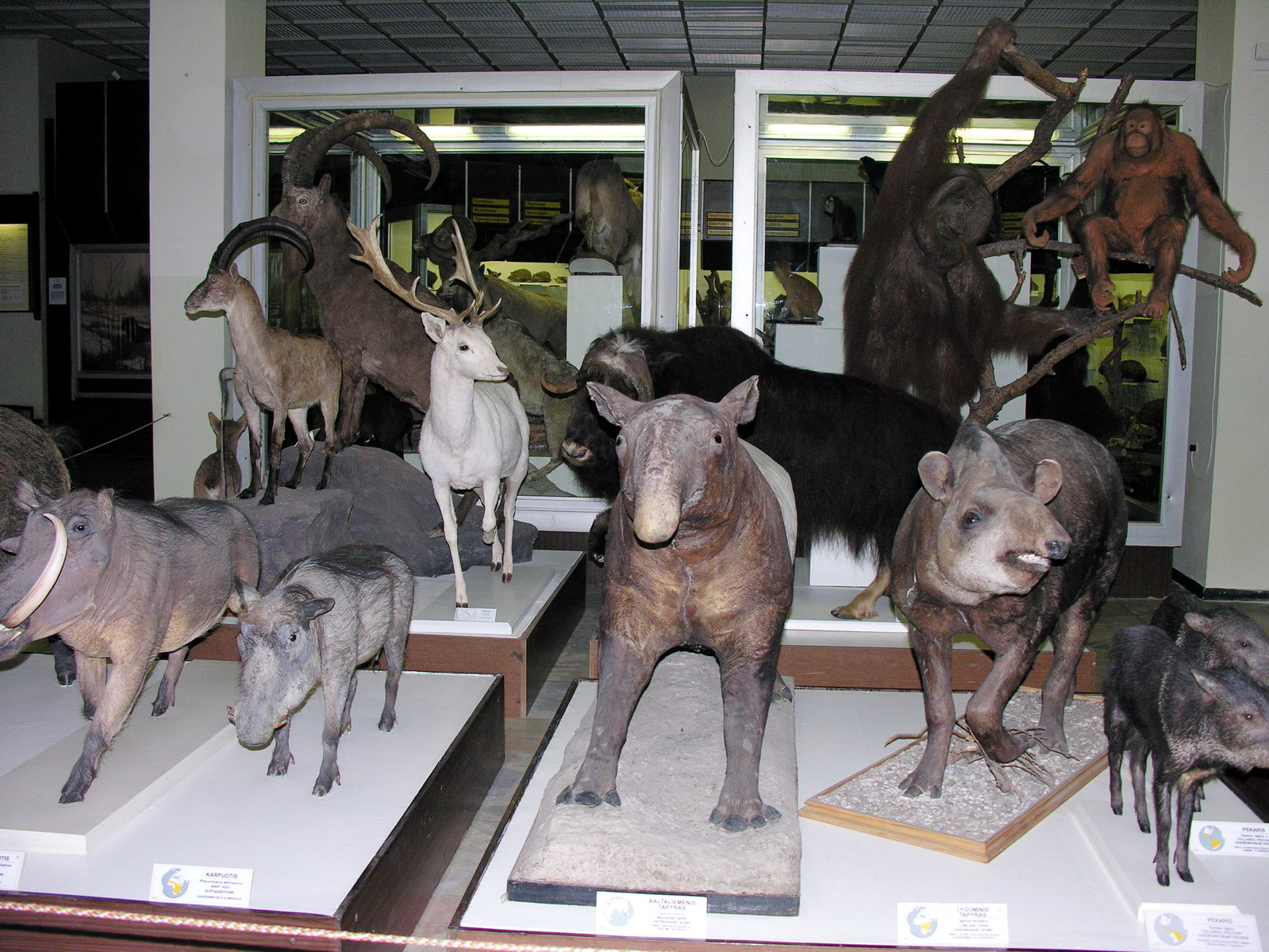
塔達斯·伊瓦納斯卡斯動物學博物館中的展品

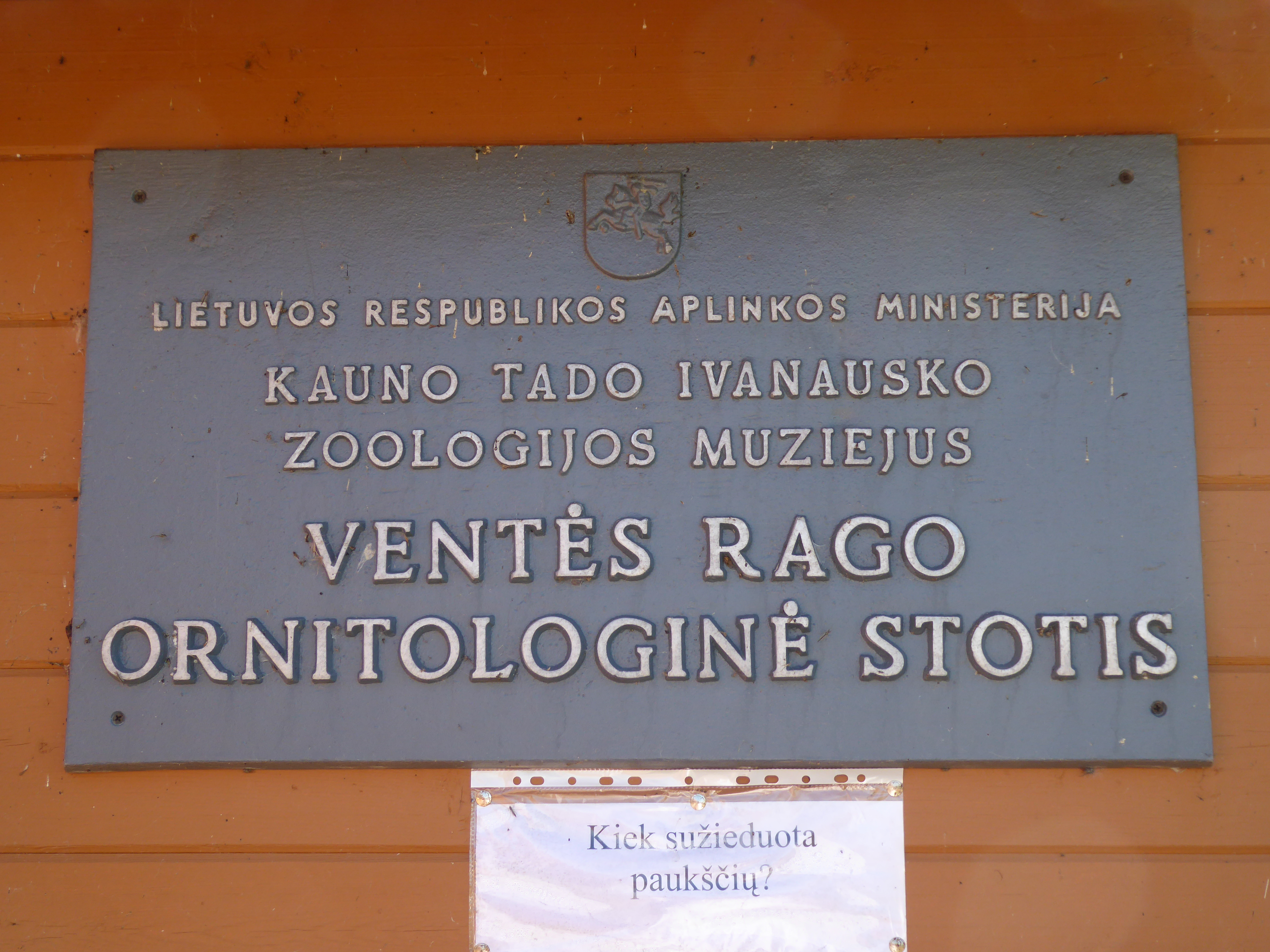
文特角鳥類繫放站中紀念塔達斯·伊瓦納斯卡斯的牌匾

除在大學任教研究外，伊瓦納斯卡斯於1919年在考那斯設立了塔達斯·伊瓦納斯卡斯動物學博物館，陳列了他從世界各國探險考察時收集的動植物標本。1923年伊瓦納斯卡斯設立了考那斯植物園（今维陶塔斯·马格努斯大学植物園），1929年在立陶宛文特角設立了歐洲第一座鳥類繫放站，1937年設立了立陶宛第一座自然保護區祖文塔斯保護區，1938年設立考那斯動物園（今立陶宛動物園）。
在自然科學領域以外，伊瓦納斯卡斯還於1921年至1939年擔任立陶宛狩獵協會會長，且為《獵人》（Medžiotojas）雜誌的編輯。雖非出生於立陶宛，但伊瓦納斯卡斯對立陶宛有強烈的認同，為立陶宛來福槍兵聯盟的創始人之一，他對蘇聯政府無好感，蘇聯統治期間曾與妻子向被政府流放至西伯利亞的人寄送了許多食物與衣物。
伊瓦納斯卡斯於1970年逝世，葬於考那斯的塔巴里什丘墓園。

## 榮譽與紀念

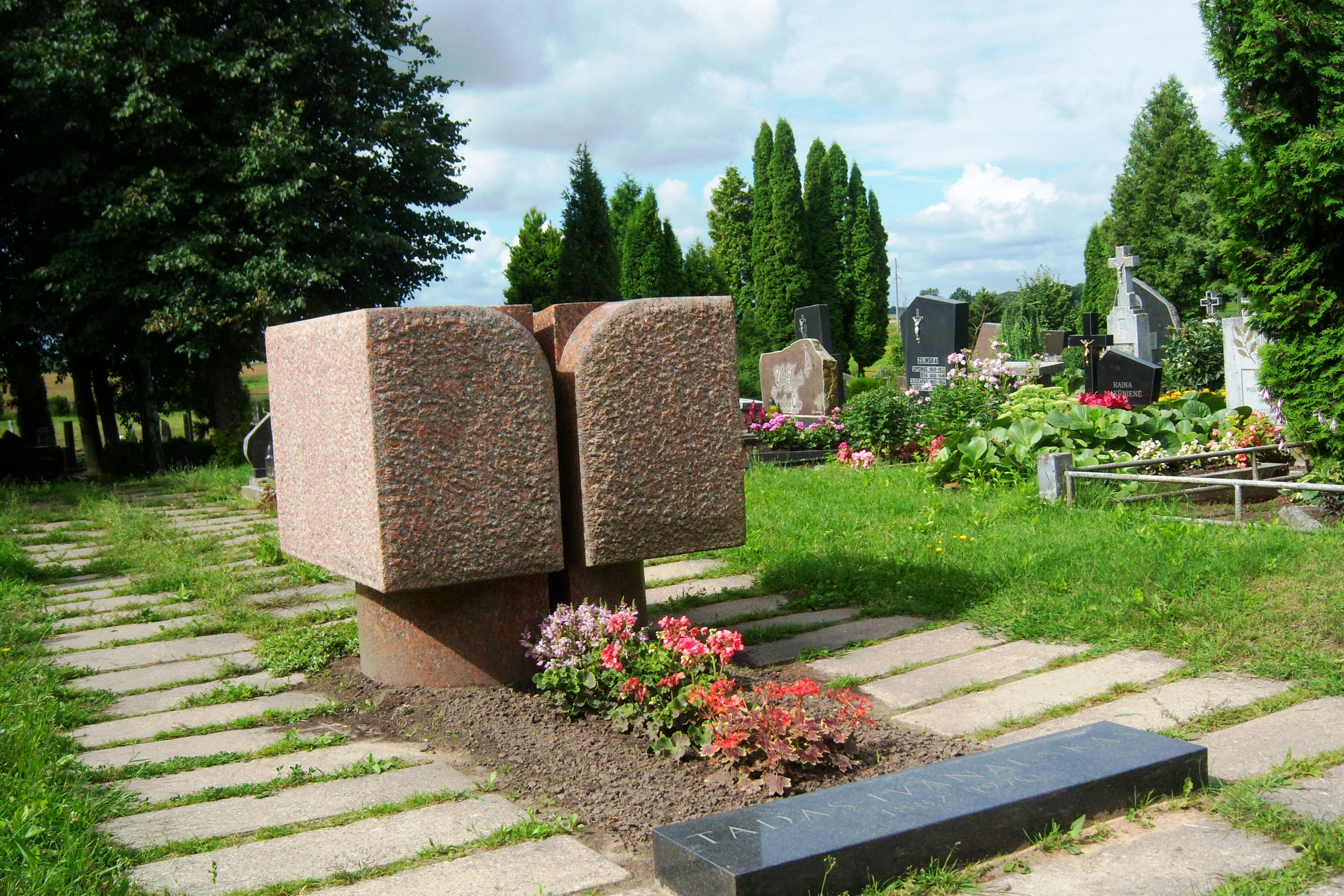
塔達斯·伊瓦納斯卡斯的墓地

1941年伊瓦納斯卡斯獲選為立陶宛科學院院士，1946年，伊瓦納斯卡斯獲頒1941-1945年偉大衛國戰爭中忘我勞動獎章。1982年，立陶宛科學院設立了塔達斯·伊瓦納斯卡斯獎以紀念他的貢獻。
1980年，有科學家發表了旋蛾科下分布於土庫曼的新屬Ivanauskiella，其學名即為紀念塔達斯·伊瓦納斯卡斯。
2002年，伊瓦納斯卡斯的家人將其書籍、手稿、家具、繪畫與其他用品捐給立陶宛農業大學（今维陶塔斯·马格努斯大学農學院），設立了塔達斯·伊瓦納斯卡斯圖書館。
考那斯有兩條街道以伊瓦納斯卡斯為名，另外2009年有一所中學改名為塔達斯·伊瓦納斯卡斯學校。